# Mireille Capitaine
Pour les articles homonymes, voir Capitaine.
Mireille Capitaine est une mathématicienne française dont les recherches portent sur les matrices aléatoires et la théorie des probabilités libres. En 2012 elle est lauréate du Prix G. de B. Robinson pour un article qu'elle a co-écrit et qui a introduit les lois de Bessel libres, une famille de généralisations à deux paramètres de la distribution de Poisson libre,.
Elle a obtenu son doctorat en 1996 à l'Université Paul Sabatier sous la direction de Michel Ledoux. Elle est, en 2020, chercheuse au CNRS associée à l'Institut de Mathématiques de Toulouse.